# Fisker

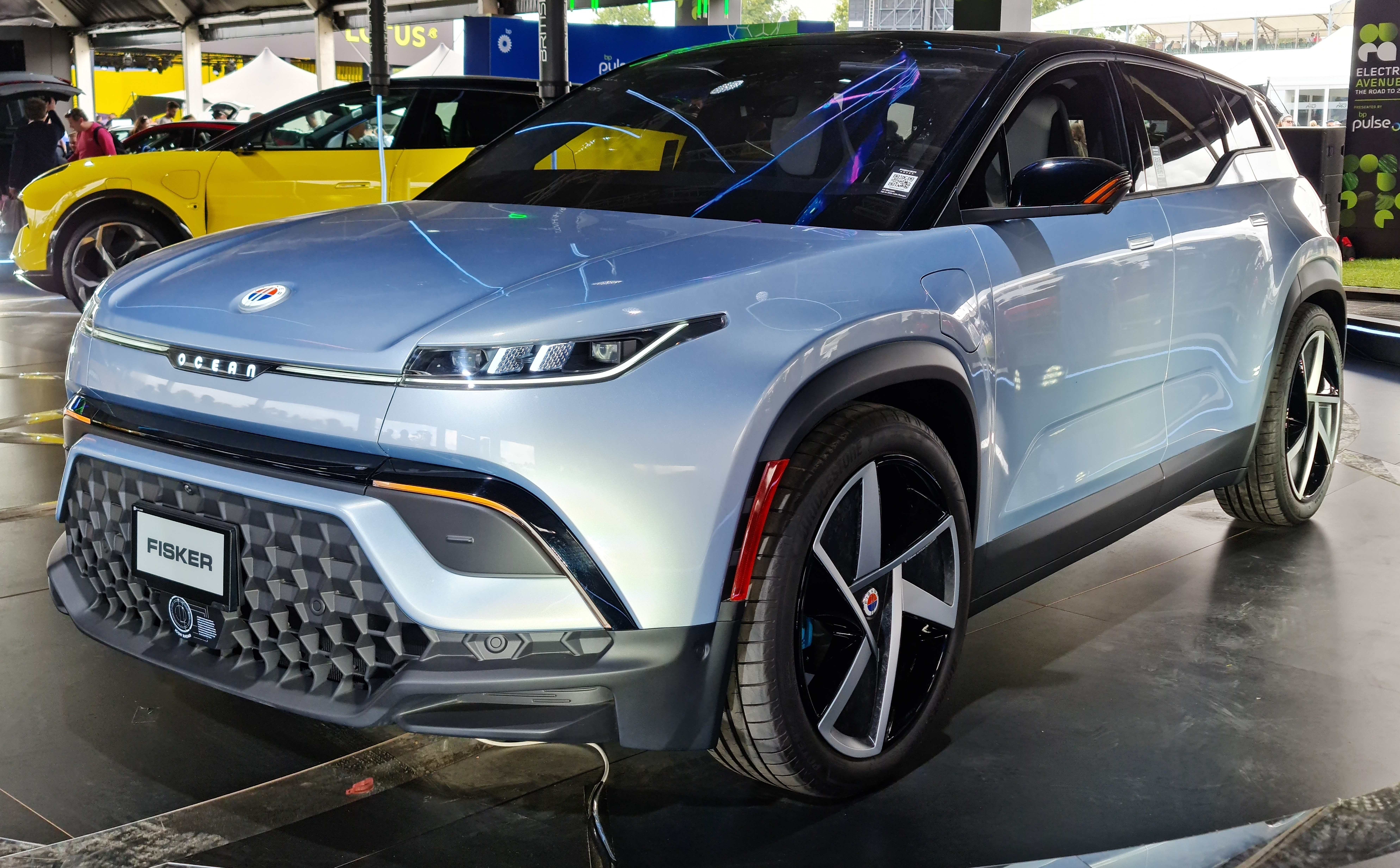
Fisker Ocean (2020)

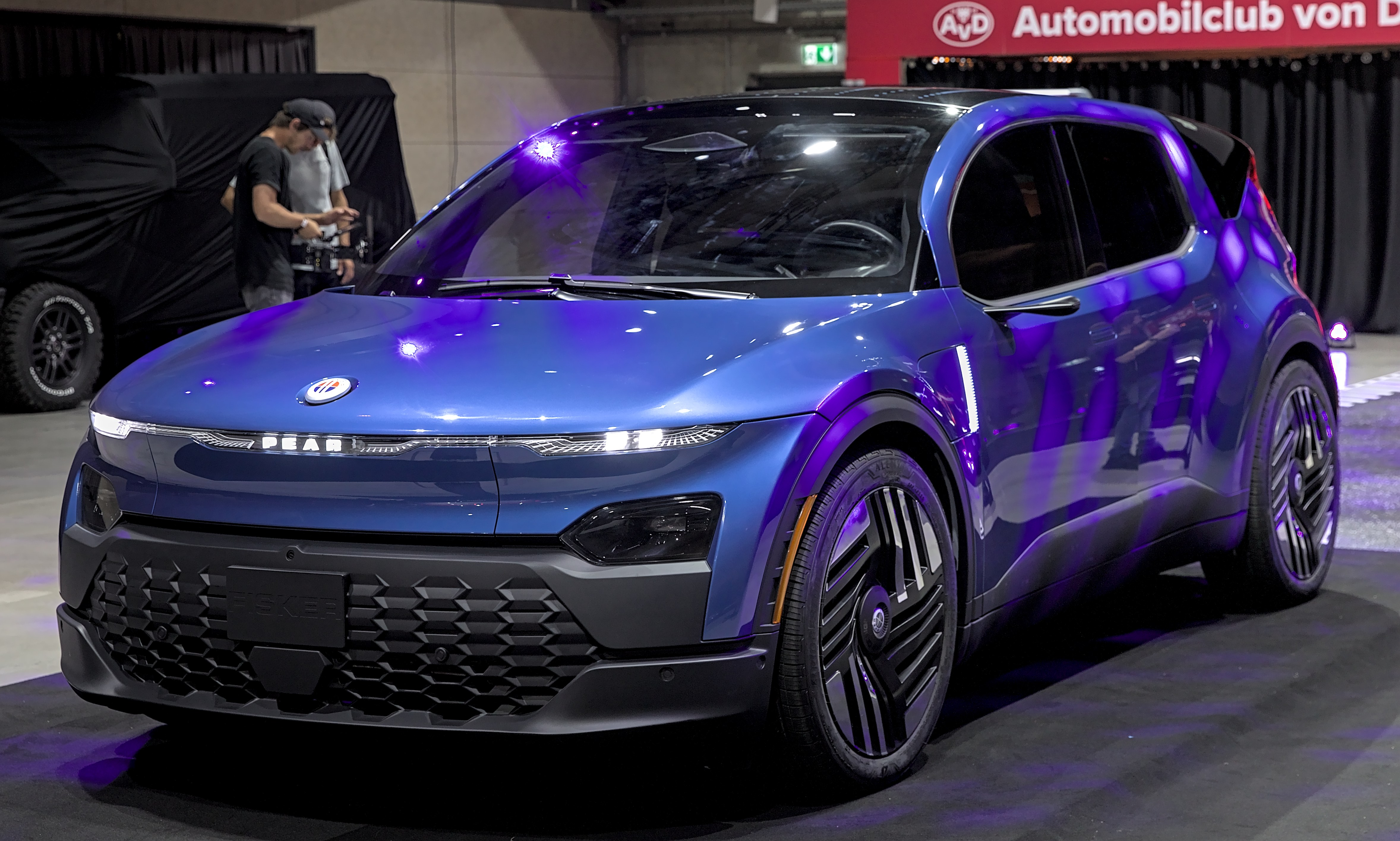
Fisker Pear (2023)

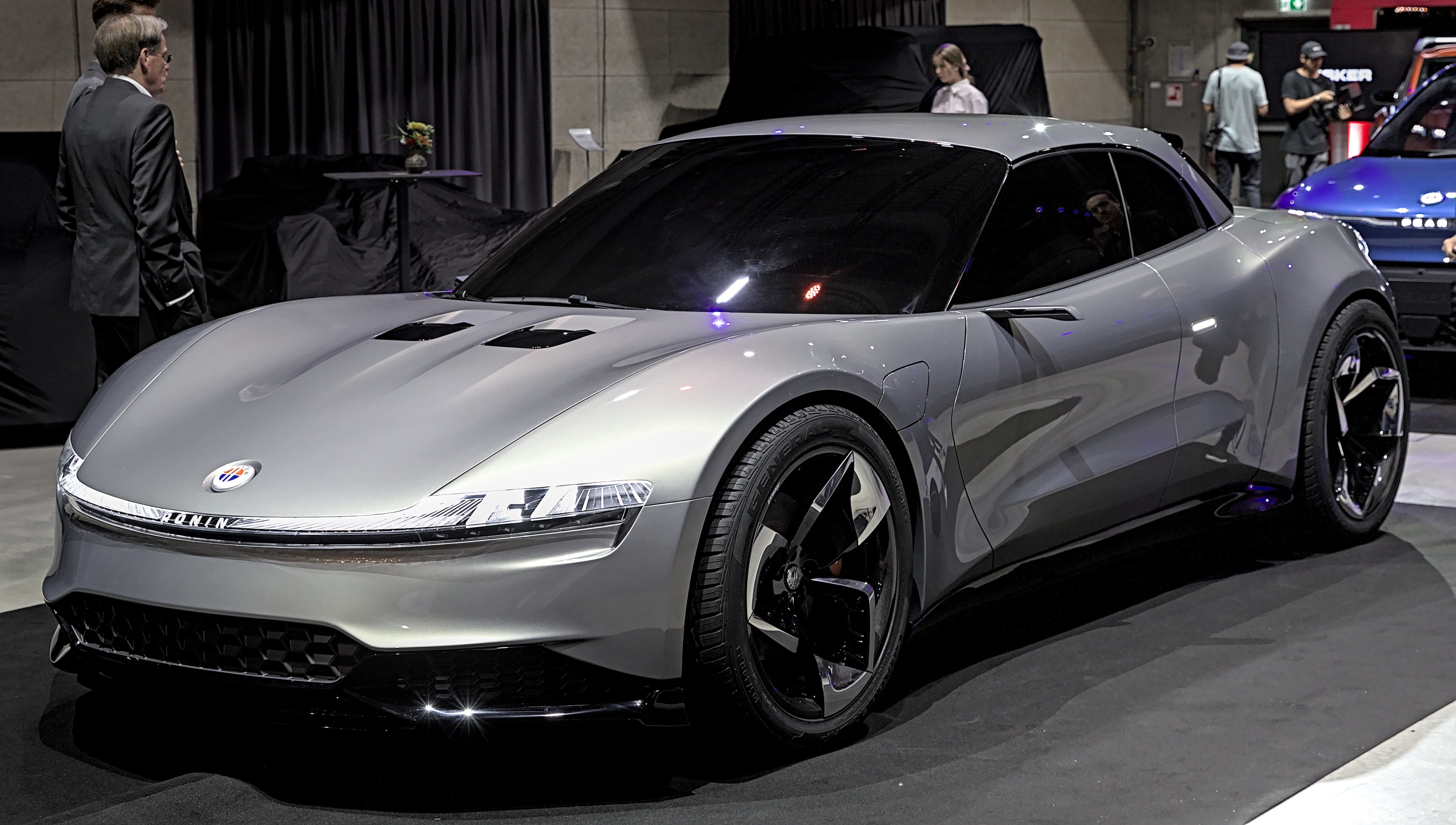
Fisker Ronin Concept (2023)

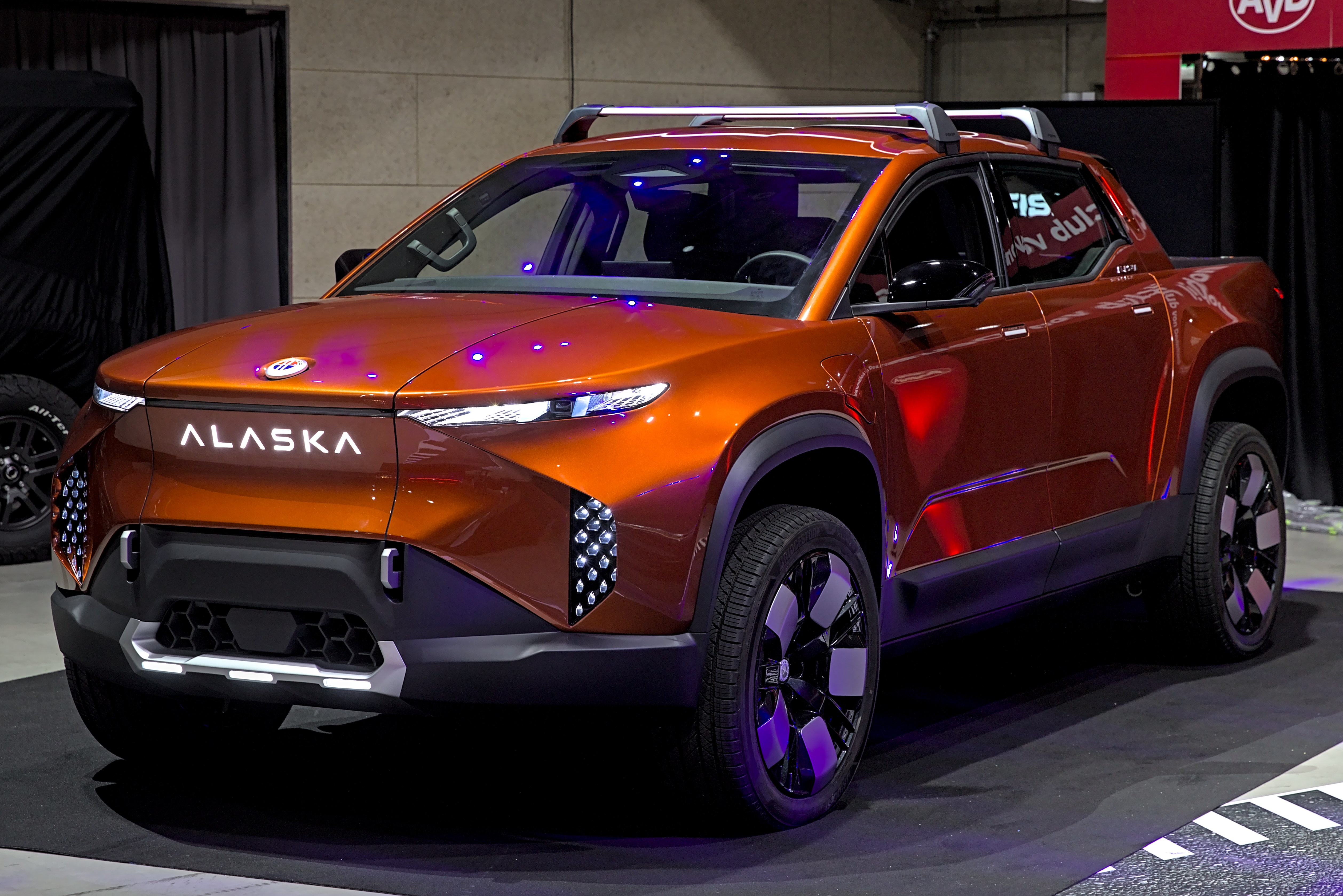
Fisker Alaska Concept (2023)

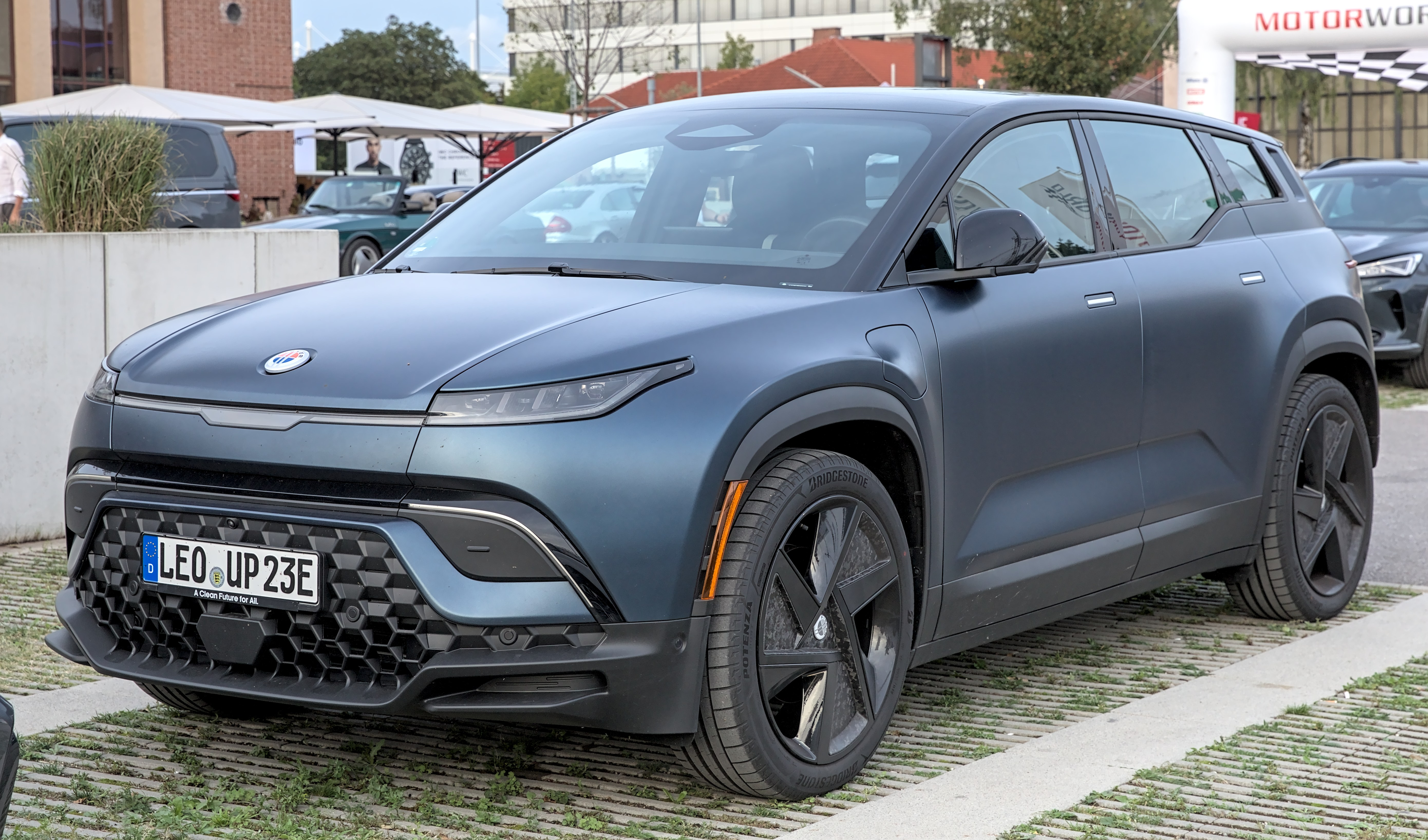
Fisker Ocean (2024)

Fisker Inc. – amerykański producent elektrycznych samochodów osobowych, z siedzibą w Los Angeles, działający w latach 2016–2024.

## Historia

### Początki
Dzięki zachowaniu praw do stosowania nazwy Fisker przez Henrika Fiskera po przejęciu upadłego Fisker Automotive przez Wanxiang Group w 2014 roku, duński przedsiębiorca założył w październiku 2016 roku nową spółkę akcyjną o nazwie Fisker Inc. Tym razem jako siedzibę obrano Los Angeles, a celem była odtąd produkcja samochodów z napędem czysto elektrycznym, rozwijając także technologię samochodów autonomicznych.
Pierwszym pojazdem opracowanym przez Fisker Inc. został elektryczny grand tourer EMotion, którego pierwsza zapowiedź pojawiła się pod koniec października 2016 roku, z kolei oficjalna prezentacja odbyła się na początku 2018 roku.  W czerwcu 2018 roku Fisker Inc. przedstawił studyjną zapowiedź pierwszego miejskiego samochodu autonomicznego Fisker Orbit, z kolei w marcu 2019 roku przedsiębiorstwo wycofało się z planów  produkcji Fiskera EMotion z powodu obrania jako priorytet innego, nowego modelu w postaci SUV-a Ocean. Już w 2019 roku zapowiedziano wprowadzenie do sprzedaży kolejnej konstrukcji pickupa o nazwie Alaska. W międzyczasie, w tym samym roku podczas targów samochodowych w Los Angeles Fisker przedstawił finalną, produkcyjną wersję SUVa Ocean. Wdrożenie pojazdu do produkcji spotkało się z sukcesem, ruszając w austriackim Graz w listopadzie 2022. W maju 2023 Fisker dostarczył pierwszą sztukę do klienta w Danii.
W maju 2022 Fisker zapowiedział przedstawienie w kolejnym roku studium elektrycznego grand tourer w postaci modelu Fisker Ronin, który według deklaracji producenta wyróżniać ma się rekordowo wysokim zasięgiem układu elektrycznego. Oficjalna premiera zarówno prototypu Ronin, jak i studyjnej zapowiedzi kolejnych dwóch modeli miała miejsce w sierpniu 2023 - wtedy Fisker przedstawił także crossovera Pear i pickupa Alaska. Za pomocą tych modeli firma zapowiedziała plany rozbudowy swojej oferty w połowie lat 20. XXI wieku.

### Kryzys i upadłość
Na początku marca 2024 Fisker Inc. znalazł się w największym kryzysie od momentu powstania przed 8 laty. Firma odnotowała wówczas 463 miliony dolarów straty za operacje w 2023 roku i oceniła, że bieżący stan finansów pozwoli na działalność jeszcze przez nie więcej niż 12 miesięcy. Aby nie ogłosić bankructwa, Henrik Fisker podjął się rozmów z dużymi firmami motoryzacyjnymi w celu pozyskania funduszy, potencjalnego wspólnego rozwoju technologii i produkcji w Ameryce Północnej. Tydzień po tych informacjach media opublikowały informacje, wedle których Fisker skłania się jednak ku przygotowaniach do ogłoszenia bankructwa, co następnego dnia doprowadziło do załamania się kursu giełdowego i pogorszyło sytuację rynkową startupu. Produkcję modelu Ocean przerwano.
Z końcem marca 2024 sytuacja Fiskera stała się krytyczna. Upadły rozmowy z Nissanem, z którym prowadzono najbardziej zaawansowane rozmowy w kierunku nawiązania partnerstwa i zapewnienia niezbędnego finansowania na dalszą działalność. W rezultacie, wartość akcji Fiskera spadły do 13 centów i nowojorska giełda zdecydowała się wykreślić z rejestru upadający startup. Dzień później Fisker rozpoczął wyprzedaż Oceanów, obniżając cenę bazowego modelu na rodzimym rynku amerykańskim o 36% - z 38 999 do 24 999 dolarów, co jednak nie zatrzymało masowego odwrotu klientów od upadającej firmy - od rozpoczęcia zbierania zamówień w 2019, Fisker utracił 40 tysięcy rezerwacji, dostarczając jedynie 6 tysięcy samochodów i tracąc systematycznie kolejne zamówienia w problematycznym 2024 roku.
W drugiej połowie maja 2024 Fisker wycofał się z obiecanych wcześniej swoim klientom usług Assistance, a także ograniczył usługi realizowane w ramach 6-letniej gwarancji z limitem 60 tysięcy kilometrów. Po 3-miesięcznym okresie postępującego pogarszania się sytuacji firmy, w drugiej połowie czerwca 2024 roku Fisker ostatecznie ogłosił bankructwo, znikając z rynku po 8 latach obecności i powtarzając sytuację, jaka spotkała poprzednie przedsiębiorstwo Henrika Fiskera.

## Modele samochodów

### Historyczne
- EMotion (2017)
- Pear (2023)
- Ocean (2022–2024)

### Prototypy
- Fisker Orbit (2017)
- Fisker Ronin (2023)
- Fisker Alaska (2023)